# Paderno Dugnano
Paderno Dugnano je italská obec v Metropolitní město Milán v oblasti Lombardie.
K prosinci 2021 zde žilo 47 906 obyvatel.

## Sousední obce
Bollate, Cinisello Balsamo, Cormano, Cusano Milanino, Limbiate (MB), Nova Milanese (MB), enago, Varedo